# Fetrengés
A Fetrengés az Irigy Hónaljmirigy első albuma, mely 1994-ben jelent meg a Zebra kiadónál. A lemezen ismert magyar előadók paródiái hallhatók. A Mahasz Top 40 lemezeladási listán a 9. helyig jutott. Az album aranylemezes lett.

## Az album dalai
1. Mi vagyunk a jók? 2:20  (Edda – Mi vagyunk a rock)
2. Lemérlek ékszer 1:32   (Edda – Elérlek egyszer)
3. Gumi nélkül 2:40  (Bikini – Széles, tágas a tér)
4. 20 óra 3:08  (Beatrice – 8 óra munka)
5. Két kézzel étkezem 3:02  (XL Sisters – Nagy test nagy élvezet)
6. Brossz vagyok? 3:13 (Manhattan – Rossz vagyok)
7. Vacakol a szemem 3:12 (Takács Tamás Dirty Blues Band – Zakatol a vonat)
8. Parlamenti banzáj 4:23 (Skorpió – Azt beszéli már az egész város)
9. Ide nézz Dénes 4:16 (Sex Action – Ahova lépsz)
10. Metál nénike 3:21 (Metál Lady – Egy falka, egy vér)
11. Megtisztulás 0:44
12. Anyáddal jártam 3:36 (Sing Sing – Halál a májra)
13. Hígat főztél 3:44 (Mester és tanítványai – Hívők földjén)
14. Olcsóbb lett a tej 3:45 (Pokolgép – Jel)
15. Kombiné 3:28 (Ossián – Szenvedély)